# Dagâța
Dagâța es una comuna ubicada en el distrito de Iași, Rumania.

## Superficie
Cuenta con una superficie de 44,25 kilómetros cuadrados.

## Demografía
Hasta 2021 la población era de 4105 habitantes, con una densidad de población de 92,77 habitantes por kilómetro cuadrado.